# モントルー
モントルー（仏: Montreux）は、スイス、ヴォー州、リヴィエラ・ペイダンオー地区にある基礎自治体（コミューン）で、レマン湖の東端に位置している。レマン湖畔のリゾート地であり、スイス有数のコンベンションシティーでもある。人口は約26,000人（2018年末現在）。
モントルー郊外には、イギリスの詩人、ジョージ・ゴードン・バイロンが、作品「シヨンの囚人」の中で描いたシヨン城があり、年間を通して数多くの観光客が訪れている。
毎年7月に開催されるモントルー・ジャズ・フェスティバルは、世界最大級の音楽イベントで、世界中から集まった幅広いジャンルの一流アーティストのパーフォーマンスが繰り広げられている。

## 名称
モントルーという語はラテン語で修道院または隠修所を意味する monasterium に指小辞 -olu を加えた形に由来する。文献的にもっとも古い形は11世紀の Monasteriolo で、この語源に対応している。その後、Mustrul (1215)、Muistruo (1228)、Mustruel (1250)、de Mustreux (1355)、 ecclesiam parrochialem Monstruaci (1453) のように変化している。

## 地理

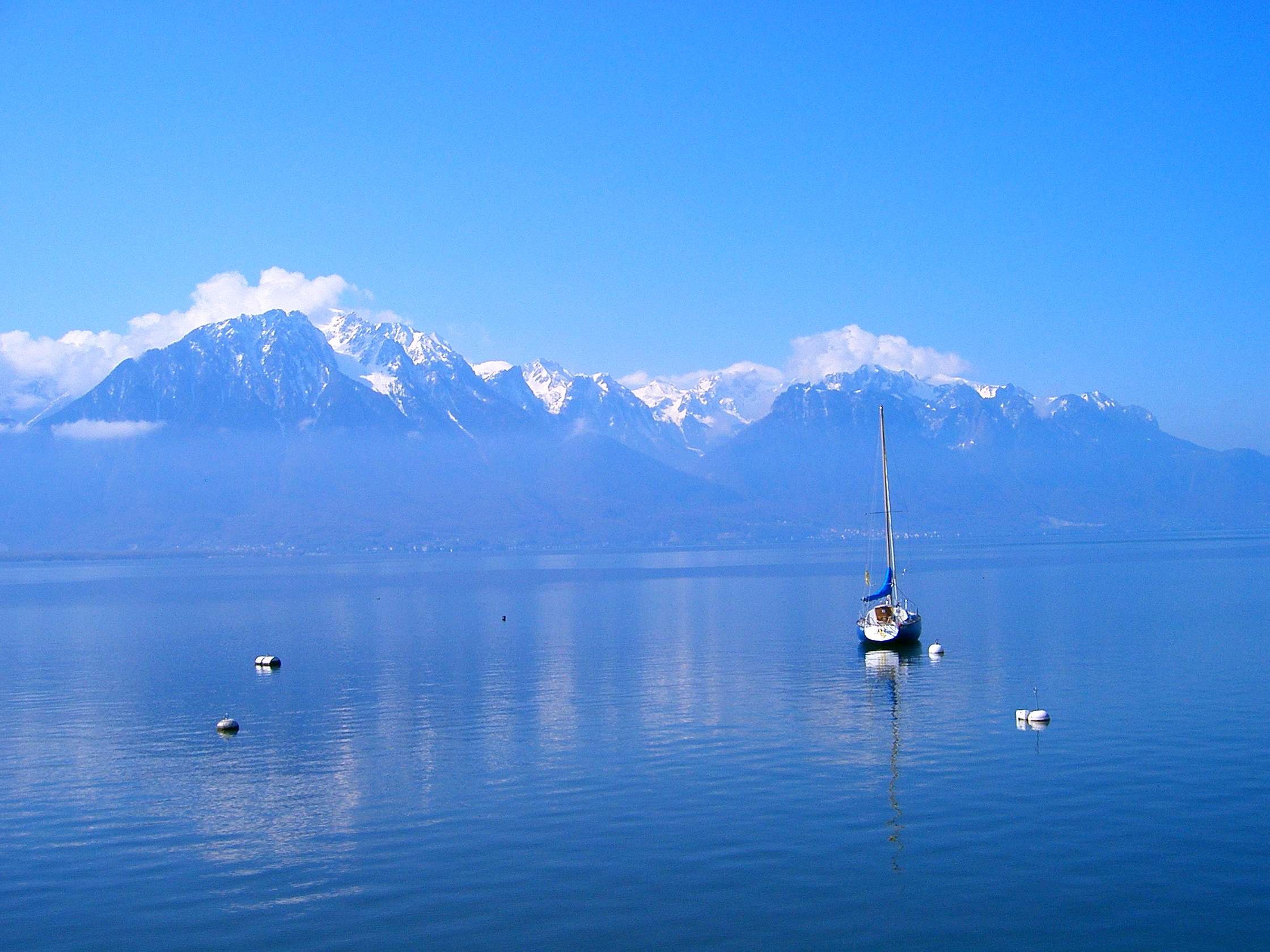
レマン湖

スイス西部、三日月形をしたレマン湖の東端に位置している。レマン湖の対岸、サンジャンゴルフ St-Gingolph の西はフランス領となる。標高は372ｍ。モントルーの北側には、標高2042ｍのロシェドネ山があり、山頂まで登山鉄道が通じている。

## 歴史
モントルーは、イタリア方面からローマ時代に重要な都市となった、アヴァンティクム（現在のアヴェンシュ）への途上にあるため、ローマ時代の集落跡が発見されている。12世紀にこの地方に葡萄栽培が取り入れられ、ラヴォー地区からモントルーにかけてレマン湖北岸の南向き斜面は重要なワインの生産地となった。
モントルーはイタリアからシンプロン峠を越えてフランスに抜けるルート上にあり、交易上の重要な地点でもあった。そのため、数多くの支配勢力の変遷があったが、中でも中世の歴史において重要な役割を果たしたのが、サヴォイア家である。
サヴォイア家はレマン湖の南側から勢力を伸ばし、現在のヴォー州にあたる地域をその勢力下に収めた。サヴォイア伯はそれまでこの地方を支配下に収めていたシオン司教と協力関係を築き、モントルー郊外のシヨン城の代官職も手に入れた。
15世紀のブルゴーニュ戦争の後、サヴォイア家に替わってベルンがこの地域を支配下に収めた。既にサヴォイア家の勢力は衰退に向かっていたため、ベルンがこの地域に進出する際には際立った抵抗も見られなかった。
君主の交代により、モントルーや隣のヴヴェイ近郊の地域は、イタリアのユグノーにとって安全な避難場所となった。ユグノーたちは、職人技術をこの地に伝え、新たな産業をもたらした。1798年、ナポレオン・ボナパルトは、モントルーの地域をベルンの支配から解放し、ナポレオン没落後のウィーン体制を経てモントルーはヴォー州の中の主要都市として発展を遂げる。
19世紀には観光業が主要な産業となった。イギリスの詩人、ジョージ・ゴードン・バイロンが、16世紀のジュネーヴの独立運動家、ボニヴァールを偲んで書いた「シヨンの囚人」により、おおぜいのイギリス人がこの地に押し寄せた。大型のホテルが湖畔に次々と建設され、ヨーロッパの王侯貴族やアメリカの富裕層にとって人気の滞在地となった。

## 観光
温暖な気候が特徴のモントルーは、「スイスのリヴィエラ」と呼ばれ、特に春から夏にかけて世界中からの観光客で賑わう。スイスの絶景ルートのひとつ、ゴールデンパスラインの西の発着点になっており、モントルー・オーバーラント・ベルノワ(MOB)鉄道がツバイジンメンを経てインターラーケンとの間を結んでいる。
- シヨン城 Château de Chillon

モントルー郊外で、レマン湖畔に岩盤が突き出た地点に建てられたスイス随一の名城。
12世紀に湖の対岸のサヴォイア家の所有となり、数々を増築を経て現在の美しい姿になった。地下牢にジュネーヴ人のボニヴァールが幽閉されていた柱が残っている。
- ロシェドネ

モントルーの北に控える標高2042ｍの山で、登山鉄道で手軽に上ることができる。素晴らしい眺望が広がる山頂には、岩をくり抜いて出来たレストラン「プランロック」に加え、高山植物園や、マーモットを自然の環境で生息させるマーモットパークもある。
- ラヴォー地区

モントルーとローザンヌの間、レマン湖の北岸の丘陵地帯はラヴォー地区と呼ばれ、葡萄栽培が盛んに行われている。2007年には「ラヴォー地区の葡萄畑」という名称で世界文化遺産に登録された。
- クリスマスマーケット

毎年11月末から12月24日にかけて開催されるモントルーのクリスマスマーケット。「サンタクロース・シティー」と銘打ったモントルーのクリスマスマーケットは、そのクオリティの高さで定評がある。

## 文化
- 「モントルー・ジャズ・フェスティバル」：毎年7月に開催される、世界的に有名なジャズフェスティバル。ジャズをはじめ、ブルース、ロック、ソウル、ポップ、レゲエなど、幅広いジャンルのコンサートが毎年延べ22万人もの聴衆を集める。メイン会場はストラヴィンスキー・オーディトリウム。
- 19世紀の詩人バイロン、20世紀のヘミングウェイ、ストラヴィンスキー、ロックバンド「クイーン」など、この町ゆかりの作家、アーティストが多岐にわたっている。
- 毎年6月ごろに開催される女子のバレーボールの国際大会モントルーバレーマスターズの開催地でもある。

## 姉妹都市
- 千葉市、日本
- ヴィースバーデン、ドイツ